# George Clapp Vaillant
George Clapp Vaillant (* 5. April 1901 in Boston, Massachusetts; † 13. Mai 1945 in Devon, Pennsylvania) war ein US-amerikanischer Ethnologe.
Sein Werk Die Azteken. Ursprung, Aufstieg und Untergang eines mexikanischen Volkes wurde 1944 abgeschlossen. Sein Werk Indian Arts in North America (Die Kunst der nordamerikanischen Indianer) wurde 1939 veröffentlicht. Er schrieb auch mehrere Monographien über Ausgrabungen in Mittelamerika.

## Werke
- Die Azteken. Ursprung, Aufstieg und Untergang eines mexikanischen Volkes. Aus dem Englischen von F. und K. Gutbrod. Köln: DuMont 1957 (Aztecs of Mexico: origins, rise and fall of the Aztec Nation, dt.)
- Indian Arts in North America. New York: Harper & Brothers Publishers 1939
- Vaillant, George C. und Suzannah B.:
  - Part I: Excavations at Gualupita.
  - Part II: Excavations at El Arbolillo. By George C. Vaillant New York, The American Museum of Natural History, 1934/35 (2 Teile in einem Band. (Anthropological Papers of The American Museum of Natural History. Volume XXXV, Part I and Part II).
- Artists and Craftsmen in Ancient Central America. Guide Leaflet Series, No. 88. New York: The American Museum of Natural History, 1935
- Excavations At Zacatenco. New York, NY: The American Museum Of Natural History, 1930 (Anthropological Papers, Vol. XXXII, Part 1.)
- Sacred Almanac of the Aztecs, A. / Tonalamatl of the Codex Borbonicus; o. J.